# Anarquismo no Japão
O anarquismo no Japão remonta ao final do século XIX e início do século XX. O movimento anarquista foi influenciado pela Primeira e Segunda Guerras Mundiais, em que o Japão desempenhou um papel importante. O movimento anarquista no Japão pode ser dividido em três fases: de 1906 a 1911, de 1912 a 1936 e de 1945 a aos dias de hoje.